# Peligrense
El Peligrense o SALMA Peligrense (del  inglés South American land mammal ages) es una edad mamífero de América del Sur, división establecida para definir una escala geológica de tiempo para la fauna de mamíferos sudamericanos. Su límite inferior se sitúa en los 62,5 Ma, mientras que su límite superior se ubica en los 59 Ma. Corresponde al Paleoceno inferior.
La localidad fosilífera tipo es: Punta Peligro, a unos 50 km al norte de Comodoro Rivadavia, al sudeste de la provincia del Chubut, en el litoral atlántico del centro-este de la Patagonia argentina. Los restos mamalíferos se hallan en sedimentos de la parte superior de la «formación Salamanca», expuestos en el denominado «Banco Negro Inferior», en las cercanías de dicha punta.
Taxonómicamente, destaca por contener Sudamerica ameghinoi correspondiente al orden Multituberculata, y una especie de monotrema, además de ungulados. 

## Sucesión de las edades mamífero de América del Sur
| Predecesor: Tiupampense | Peligrense Edades mamífero de América del Sur | Sucesor: Itaboraiense |